# Leaf (Unternehmen)
Leaf war einer der größten europäischen Hersteller, Vermarkter und Distributoren von Süßwaren und Lebensmittelzusatzstoffen (vor allem für die Süß- und Backwarenindustrie).
Die sechs operativen Hauptgesellschaften der international agierenden Gruppe wurden von der niederländischen Holding Leaf International B.V. geführt. Leaf unterhielt 15 Produktionsstätten in Europa.
Das Unternehmen war zuletzt als CSM Sugar Confectionary ein Tochterunternehmen der Corbion aktiv. Im Zuge eines Management-buy-out waren seit Februar 2005 das ehemalige Management, sowie die Venture Capital-Gesellschaften CVC Capital Partners, Nordic Capital Mehrheitseigner. Der Jahresumsatz der Leaf-Gruppe belief sich 2004 auf 745 Millionen Euro, 2006 auf 638 Millionen Euro. Die Gruppe beschäftigte 2006 insgesamt rund 3500 Arbeitnehmer.
Produkte waren unter anderem Süßwarengrundstoffe, Pastillen, Schokolade und Kaugummi. Leaf ist in den Niederlanden, Finnland und Schweden Marktführer im Kaugummi-, Pastillen and Süßwarenmarkt. In Italien, Frankreich, Belgien, Deutschland, Dänemark, Norwegen, dem Vereinigten Königreich und Polen gehört Leaf jeweils zu den größten Unternehmen in diesen Bereichen. Auf dem Schokoladensektor hat Leaf in Finnland (mit der Eigenmarke „Tupla“) und im Süßstoffmarkt in Italien (mit der Eigenmarke „Dietor“) bedeutende Marktanteile.
Im Jahr 2012 fusionierte die Leaf Holland B.V. mit dem schwedischen Süßwarenhersteller Cloetta. Als Tochterunternehmen in Deutschland wurde 2013 die Leaf Deutschland GmbH in die Cloetta Deutschland GmbH umfirmiert. Cloetta ist derzeit einer der führenden Süßwarenhersteller in Skandinavien, den Niederlanden und Italien. Sitz des niederländischen Tochteruntehmens ist Oosterhout; Sitz der Cloetta Deutschland ist Bocholt.

## Marken
- Red Band (Deutschland, Niederlande, Österreich)
- Läkerol (Schweden)
- Malaco (Schweden)
- Saila (Italien)
- Sportlife (Niederlande, Belgien)
- Jenkki (Finnland)
- Chewits (England)
- Xylifresh (Niederlande)
- King (Niederlande)
- Sisu (Finnland)
- Dietor (Italien)
- Galatine (Italien)
- Sperlari (Italien)
- Tupla (Finnland)
- Mynthon (Finnland)
- Dietorelle (Italien)
- Venco (Niederlande)
- Ahlgrens bilar (Schweden)